# 書斎の死体
『書斎の死体』（しょさいのしたい、原題：The Body in the Library）は、1942年に刊行されたイギリスの小説家アガサ・クリスティの推理小説。ミス・マープルが登場するマープルシリーズ長編の第2作目の作品である。

## あらすじ
ある日の朝、セント・メアリ・ミードにある邸宅ゴシントン・ホールのメイドが「書斎に死体がある！」と言って、バントリー夫人を起こす。バントリー夫人は夫のバントリー大佐を起こして様子を見に行かせるが、大佐は書斎の暖炉の前の敷物の上に、濃い化粧をして、銀色のスパンコール・ドレスを着たプラチナブロンドの若い女性の死体を発見する。大佐は警察を呼び、バントリー夫人は旧友のミス・マープルに電話をかける。警察からはメルチェット大佐とスラック警部補が派遣されてくる。
この死んだ若い女性の身元を確認しようと、メルチェットは近くのバジル・ブレイクの別荘に向かう。ブレイクの恋人ダイナ・リーはプラチナブロンドであるが、メルチェットがブレイクに質問している間に本人が家にやってくる。ヘイドック医師の検死により、健康な若い女性が前日の夜10時から0時の間に死亡したこと、薬物を投与された後に絞殺されたこと、性的虐待を受けていないことが判明する。マープルは、噛まれた爪や古びたドレスなど、この少女の外見の特徴に気づき、それをバントリー夫人に伝える。
そうした中で、デーンマスのマジェスティック・ホテルに滞在中の富豪コンウェイ・ジェファースンは、ホテルの18歳のダンサー、ルビー・キーンが行方不明になったと言う。ホテルのダンサーのジョージーは、ゴシントン・ホールで発見された死体がいとこのルビーであると確認する。宿泊客たちは夜11時までルビーがジョージ・バートレットと踊っているのを見ていたが、真夜中のダンス演技に現れなかったという。ジェファースンは警察に、ルビーと養子縁組するつもりであったこと、手続きが完了するまでの間、彼女を優遇するように遺言を修正したことを話す。
バントリー夫人とマープルはマジェスティック・ホテルに移動して、さらに調査を進める。ジェファースンはヘンリー・クリザリング卿を呼び出し、捜査に参加させる。クリザリング卿はホテルでマープルを見かけ、彼女を捜査に誘う。
ジェファースンは、子供たちが結婚した時に、それぞれに多額の遺産を贈与していた。ところが、8年前に妻、息子、娘の3人が飛行機事故で亡くなってしまい、悲しみに暮れる3人の遺族、ジェファースンと義理の息子マーク、義理の娘アデレードは一緒に暮らしていたのだった。彼らは殺人のあった夜、ジョージーと一緒にブリッジをしていた。警察は当初、義理の息子と娘はそれぞれ経済的に余裕があると考え、容疑者から除外していたが、スラックの捜査やアデレードとバントリー夫人の会話から、どちらも財政難であることが判明する。
ホテルの客バートレットの燃えた車が発見され、中からは黒焦げの死体が見つかる。片方の靴とボタンから、死体は前夜に両親から捜索願が出された16歳のガールガイド、パメラ・リーヴスと判明する。
警察はマープルに、ガイドのイベントに参加した他の少女たちの事情聴取を依頼し、クリザリング卿にはジェファースンの付き人であるエドワーズの事情聴取を依頼する。マープルはパメラの友人フローレンスから、パメラが映画プロデューサーに声をかけられ、その晩に映画出演のための審査を受けるよう申し込まれたこと、そのため彼女は直接家に帰らなかったことを聞き出す。エドワーズは、ジェファースンと一緒にいたルビーのハンドバッグから男のスナップ写真が落ちたのを見たと報告し、それはブレイクのもののようだった。そのときスラックはすでにブレイク宅の敷物が捨てられているのを発見していた。
マープルは真相に気づき、その推理を証明すべくダイナ・リーを訪ねる。そこにブレイクが帰宅し、彼は死体発見の前夜、パーティーでかなり酔っ払って真夜中に帰宅し、部屋の敷物の上に死体を発見したこと、死体を以前から気に入らなかったバントリー大佐の邸宅に運んだこと、しかし殺人は犯していないことを白状する。警察は彼を逮捕する。
ホテルに戻ったマープルは、サマセット・ハウスで結婚記録を調べるよう手配し、クリザリング卿に頼んでジェファースンに一芝居打ってもらう。ジェファースンはマークとアデレードに、翌日遺言を変更して遺産をロンドンのホステルに寄付するつもりだと告げる。深夜3時、ジェファースンの寝室に侵入したジョージーは、ジギタリスの入った注射器でジェファーソンに危害を加えようとするところを警察に現行犯逮捕される。
マープルは、ジェファースンと警察に自分の推理を説明する。本来はルビーと知り合いであるバジルに罪を被せる単純な事件だったはずが、バジルが死体を移したために分かりづらくなってしまった。書斎にあった死体はパメラ・リーヴスであり、ルビーに偽装されていたが、ルビーの爪は切りそろえられていた。車の中で燃やされたのはルビーの方で、死亡時刻を偽装してアリバイをつくるのが目的であった。マープルはジョージーの身元確認を信じず（「この邪悪な世界にとって、人はあまりにも信用できない」）、計画を察知したのであった。
彼女はマークとジョージーがひそかに結婚していると疑っていた。ジェファースンの死を望んでいた上に、ジェファースンがルビーの養子縁組を計画していることを知り、二人の殺人計画を立てたのだ。マークは映画プロデューサーに成り済ましてパメラをホテルに誘い込み、ジョージーが彼女にルビーに似せて化粧を施し、服を着せ、髪を染め、薬を飲ませた。ブリッジの間、マークは休憩中に、薬漬けにしたパメラをブレイクの家に連れて行き、ベルトで絞め殺した。真夜中より前、ジョージーはルビーを殺害しておき、真夜中のダンスの後、パメラの服を着せたルビーをバートレットの車に乗せて採石場へ行き、車に火を放った。警察の取り調べで、マークは追い詰められ、すべてを自白する。
アデレードは長年の恋人ヒューゴとの結婚に同意したと言い、ジェファースンを喜ばせる。彼の新しい遺言は、アデレードに現金を渡し、残りは息子のピーターに残すというものだった。

## 登場人物
- ジェーン・マープル - 探偵好きな独身の老婦人
- アーサー・バントリー - 退役大佐で地方行政官
- ドリー・バントリー - アーサーの妻
- コンウェイ・ジェファースン - 富豪
- アデレード・ジェファースン - コンウェイの義理の娘
- ピーター・カーモディ - アデレードの息子
- ヒューゴ・マクリーン - アデレードの恋人
- マーク・ギャスケル - コンウェイの義理の息子
- ジョージー（本名：ジョゼフィン・ターナー）- ダンサー
- ルビー・キーン - ダンサー。ジョージーのいとこ
- レイモンド・スター - ダンサーでテニスの教師
- ベイジル・ブレイク - 撮影所の大道具係
- パメラ・リーヴズ - ガール・ガイド団員
- バートレット - ホテルの客
- ヘンリー・クリザリング卿 - 元警視総監
- メルチェット大佐 - ラドフォードシャー州警察の本部長[注 1]
- スラック - メルチェット大佐の部下、警部
- ハーパー - グレンシャー州警察の警視

## 出版
| 題名       | 出版社   | 文庫名                     | 訳者       | 巻末                               | カバーデザイン  | 初版年月日     | ページ数 | ISBN          | 備考 |
| ---------- | -------- | -------------------------- | ---------- | ---------------------------------- | --------------- | -------------- | -------- | ------------- | ---- |
| 書斎の死体 | 早川書房 | ハヤカワ・ミステリ文庫1-16 | 高橋豊     | ミス・マープル・シリーズ著作リスト | 真鍋博          | 1976年12月15日 | 287      | 4-15-070016-8 | 絶版 |
| 書斎の死体 | 早川書房 | クリスティー文庫36         | 山本やよい | 解説 黒山ひろ美                    | Hayakawa Design | 2004年2月13日  | 344      | 4-15-130036-8 |      |

## 映像化
ミス・マープル（ジョーン・ヒクソン）『書斎の死体』
シーズン1 エピソード1（通算第1話）  イギリス1984年放送
- アーサー・バントリー: モレー・ワトソン
- ドリー・バントリー: グウェン・ワトフォード
- コンウェイ・ジェファースン: アンドリュー・クルックシャンク
- アデレード・ジェファースン: キアラン・マッデン
- ジョゼフィン・ターナー: トゥルーディ・スタイラー
- レイモンド・スター: ジェス・コンラッド

アガサ・クリスティー ミス・マープル（ジェラルディン・マクイーワン）『書斎の死体』
シーズン1 エピソード1（通算第1話） イギリス2004年放送
原作の登場人物の一部が省略され、犯人が原作より変更されている。また、コンウェイ・ジェファーソンが家族を亡くした原因が飛行機事故ではなく、第二次大戦後期に家族を集めたパーティーを行っていた中、自宅に付近にV2ロケットが着弾したためと変更されている。
- アーサー・バントリー: ジェームズ・フォックス
- ドリー・バントリー: ジョアナ・ラムレイ
- コンウェイ・ジェファースン: イアン・リチャードソン
- アデレード・ジェファースン: タラ・フィッツジェラルド
- ジョゼフィン・ターナー: メアリー・ストックリー
- レイモンド・スター: アダム・ガルシア